# باتريك فابر (لاعب هوكي الحقل)
باتريك فابر (بالهولندية: Patrick Faber)‏ هو لاعب هوكي الحقل هولندي، ولد في 7 مايو 1964 في سيرتوخيمبوس في هولندا.

## وصلات خارجية
- باتريك فابر على موقع أوليمبيديا (الإنجليزية)